# Leopoldo Del Re
 (juillet 2022).
Si vous disposez d'ouvrages ou d'articles de référence ou si vous connaissez des sites web de qualité traitant du thème abordé ici, merci de compléter l'article en donnant les références utiles à sa vérifiabilité et en les liant à la section « Notes et références ».
Pour les articles homonymes, voir Re.
Leopoldo Del Re né le 29 juillet 1804 à Cantalupo nel Sannio et mort Naples 3 décembre 1872 est un astronome italien et directeur de l'Observatoire Astronomique de Capodimonte à Naples.

## Biographie
Leopoldo del Re naît à Cantalupo nel Sannio dans la région du Molise le 29 juillet 1804. Il est le fils d'un avocat, Angelantonio Gaglia et de Sabina Gaglia.
Il effectue ses études à Naples, d'abord au lycée royal del Salvatore puis à l'Université Royale où il étudie notamment la physique et les mathématiques.
Une fois diplômé, Leopoldo del Re s'oriente vers une carrière d'astronome. En 1920, il est nommé étudient à l'observatoire astronomique de Capodimonte par le directeur Carlo Brioschi. En 1823, il se voit attribuer une médaille d'or d'une valeur de cinquante ducats. Il s'agit d'un prix créé par le roi Ferdinand Ier pour récompenser la réussite de certains étudiants en astronomie.
En 1833, il devient astronome et assistant du directeur Ernesto Capocci di Belmonte. En 1850 Ernesto Capocci est relevé de ses fonctions de directeur de l'observatoire car estimé être de tendance « anti-Bourbon » et pour avoir participé aux soulèvements de 1848. Leopoldi del Re assure l'intérim de la direction entre 1850 et 1854. En 1854, il est officiellement nommé directeur de l'observatoire astronomique de Capodimonte, poste qu'il occupera jusqu'en 1860.
Leopoldo del Re meurt à Naples le 3 décembre 1872.

## Publications principales
- (it) Leopoldo del Re, Osservazioni sul passaggio di Mercurio sul disco solare il 05.05.1832, 1832
- (it) Leopoldo del Re, Osservazioni sulla cometa di Biela nel suo ritorno nel 1832, 1832
- (it) Leopoldo del Re, « Notizie sulle carte celesti di Berlino », Rendiconti Acc. di Napoli,‎ 1842, p. 63
- (it) Leopoldo del Re, Relazione di una gita in Catania durante l'eruzione del dicembre del 1842 per eseguirvi alcune magnetiche osservazioni, 1843

## Hommages
L'observatoire astronomique Leopoldo del Re porte son nom. Il est situé sur les communes de San Pietro Avellana et de Capracotta,